# Hochwasserrückhaltebecken Täferrot
Das Hochwasserrückhaltebecken Täferrot des Wasserverbandes Kocher-Lein an der Lein ist ein Hochwasserrückhaltebecken in Baden-Württemberg.

## Beschreibung
Angelegt wurde dieses Hochwasserrückhaltebecken (HRB) – wie zehn weitere HRB entlang der Lein – vom Wasserverband Kocher-Lein. Mit dem Bau dieser Hochwasserrückhaltebecken soll die Hochwassergefahr im Leintal beidseitig und im mittleren Kochertal vermindert werden. Es liegt in einem großen Waldgebiet in der Gemeinde Täferrot im Ostalbkreis etwa 7 km nordöstlich von Schwäbisch Gmünd.
1996/1997 wurde das Rückhaltebecken aufwändig saniert und besitzt jetzt keinen ausgesprochenen Dauerstau mehr. Es ist vorgesehen, dass keine Ausräumungen mehr durchgeführt werden. Möglich wurde dies durch die besondere Konstruktion des Einlaufbauwerkes, das eine Verklausung verhindert.
Im Vorfeld fand eine Modelluntersuchung für den Ausbau der Hochwasserentlastungsanlage und Maßnahmen gegen die Sedimentation im Hochwasserrückhaltebecken Täferrot statt. Diese wurden vom Institut für Wasserbau an der Universität Stuttgart durchgeführt. Dazu wurde u. a. dieser Flussabschnitt im Modell nachgebaut.
Das Absperrbauwerk ist ein 14 m hoher Erddamm.

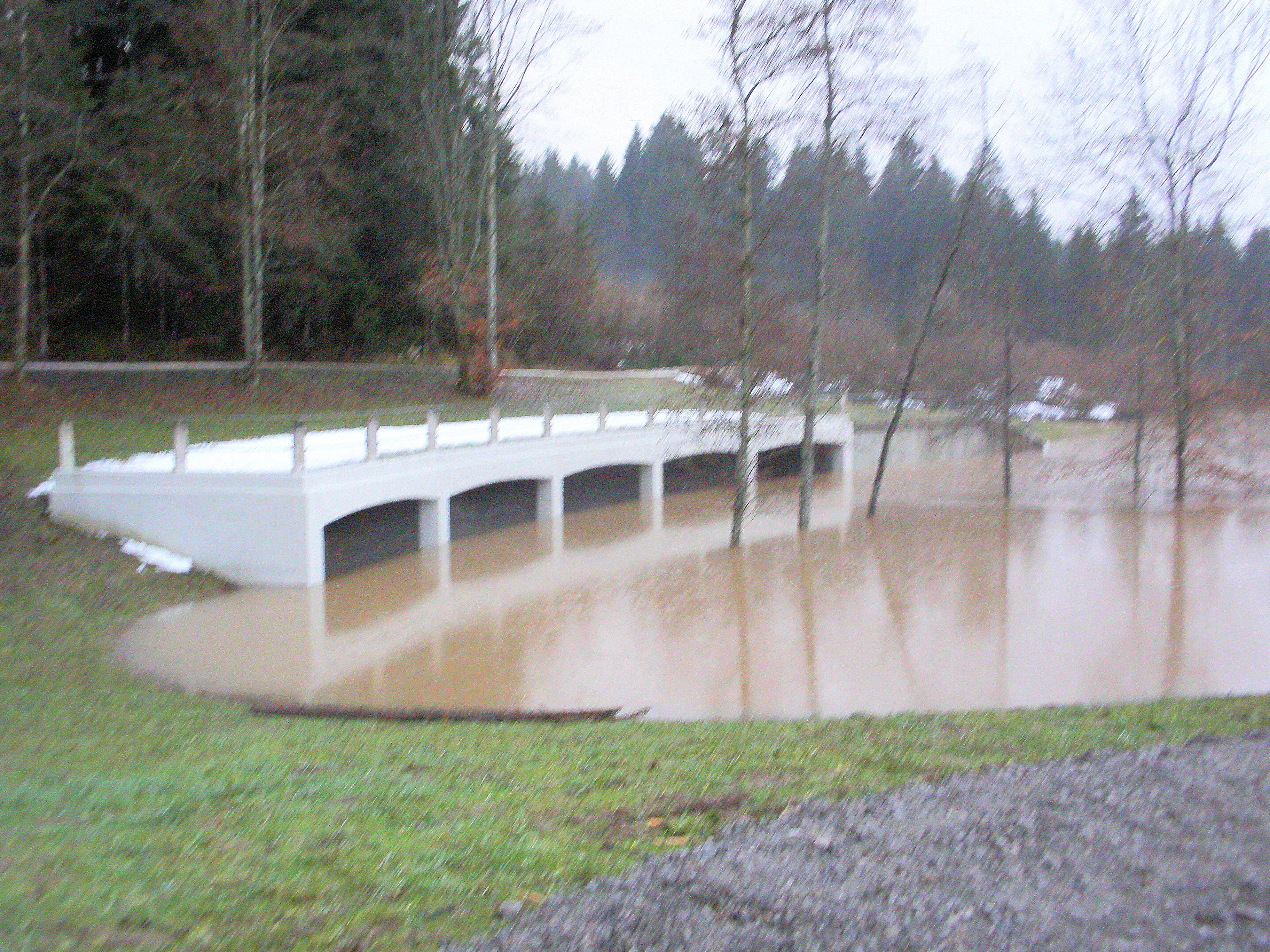
Am 15. Januar 2011 lief der Stausee über
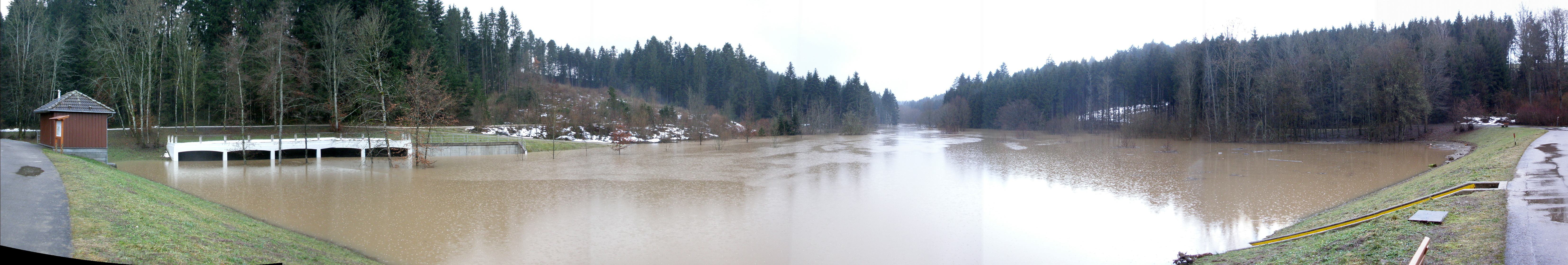
Der Stausee läuft über
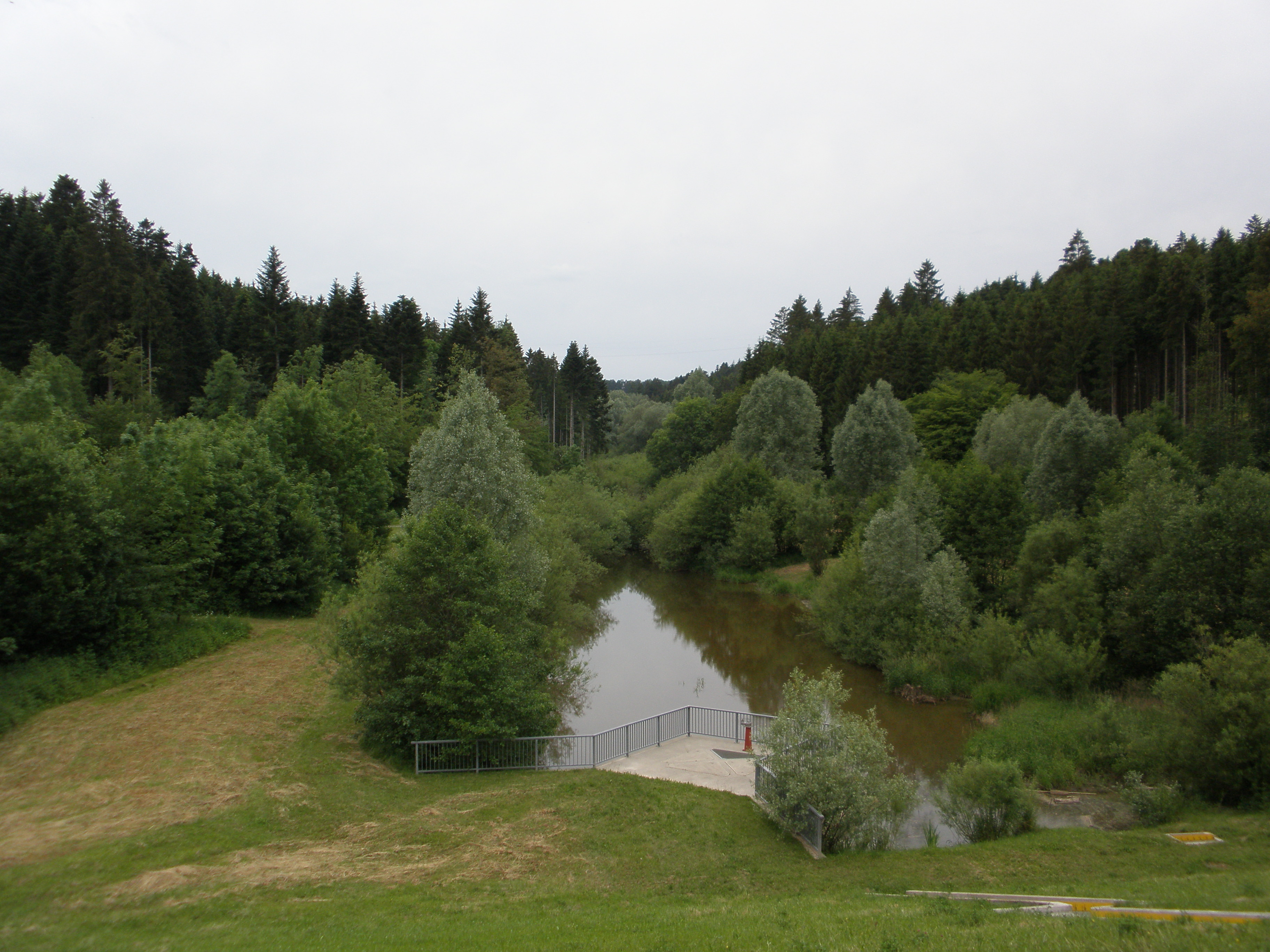
HRB Täferrot: Im Vordergrund das neu konzipierte Einlaufbauwerk, das der Verklausung entgegenwirken soll.